# Bliżyn (gromada)
Bliżyn – dawna gromada, czyli najmniejsza jednostka podziału terytorialnego Polskiej Rzeczypospolitej Ludowej w latach 1954–1972.
Gromady, z gromadzkimi radami narodowymi (GRN) jako organami władzy najniższego stopnia na wsi, funkcjonowały od reformy reorganizującej administrację wiejską przeprowadzonej jesienią 1954 do momentu ich zniesienia z dniem 1 stycznia 1973, tym samym wypierając organizację gminną w latach 1954–1972.
Gromadę Bliżyn z siedzibą GRN w Bliżynie utworzono – jako jedną z 8759 gromad na obszarze Polski – w powiecie kieleckim w woj. kieleckim, na mocy uchwały nr 13c/54 WRN w Kielcach z dnia 29 września 1954. W skład jednostki weszły obszary dotychczasowych gromad Bliżyn, Brzeście, Gostków, Gilów, Jastrzębia, Ubyszów, Wołów i Wojtyniów ze zniesionej gminy Bliżyn w tymże powiecie. Dla gromady ustalono 27 członków gromadzkiej rady narodowej.
31 grudnia 1959 do gromady Bliżyn przyłączono wsie Sorbin i Zbrojów ze zniesionej gromady Sorbin w tymże powiecie.
Gromada przetrwała do końca 1972 roku, czyli do kolejnej reformy gminnej. 1 stycznia 1973 Bliżyn i okolice przeniesiono do powiatu szydłowieckiego, gdzie stał się ośrodkiem administracyjnym reaktywowanej gminy Bliżyn (do 1939 gmina Bliżyn należała do powiatu koneckiego, a następnie do 1954 do kieleckiego; obecnie znajduje się w powiecie skarżyskim).